# Antonio Priolo
Antonio Priolo (Reggio Calabria, 8 dicembre 1891 – 4 agosto 1978) è stato un patriota e politico italiano, primo sindaco di Reggio Calabria dopo la Liberazione dal Fascismo.

## Biografia
Socialista interventista, partecipò da ufficiale alla prima guerra mondiale nei Granatieri di Sardegna.
Il 12 gennaio 1915 fu iniziato in Massoneria nella loggia "Giovanni Bovio" di Reggio Calabria, appartenente al Grande Oriente d'Italia, loggia nella quale figurava pure suo padre Luigi.
Eletto deputato nella XXVII legislatura, fu oppositore del fascismo e partecipò alla secessione dell'Aventino. Venne dichiarato decaduto nel 1926 dal mandato parlamentare.
Subì l'arresto, poi sottoposto a sorveglianza della polizia si dovette mettere da parte fino al 1943, anno in cui le forze di liberazione lo nominarono il 3 settembre sindaco della città. Rimase in carica solo pochi mesi in quanto nominato Prefetto.
Mantenne tale carica fino al 23 giugno 1945 allorquando entrò a far parte della Consulta Nazionale e del governo in qualità di sottosegretario ai trasporti nel primo governo De Gasperi (dal dicembre 1945 al luglio 1946).
Eletto deputato alla costituente, successivamente divenne senatore di diritto della I legislatura della Repubblica Italiana, ricoprendo l'incarico di questore del Senato.
Morì il 4 agosto 1978 all'età di 86 anni.